# Raymond Hecht
Raymond Hecht (* 11. November 1968 in Gardelegen) ist ein ehemaliger deutscher Speerwerfer.
Sein erster größerer Erfolg gelang ihm bei den Junioreneuropameisterschaften 1987, bei denen er mit einer Weite von 72,78 m die Bronzemedaille gewann. 1990 wurde er letzter DDR-Meister im Speerwurf. Nach der Wiedervereinigung siegte er bei den Deutschen Meisterschaften 1993, 1994, 1996, 1999 und 2002. Sein langjähriger Trainer war Bernd Bierwisch.
Sowohl bei den Leichtathletik-Weltmeisterschaften 1995 als auch bei den Olympischen Sommerspielen 1996 in Atlanta und 2000 in Sydney verpasste er mit dem vierten Platz jeweils knapp eine Medaille. Bei den Europameisterschaften 1998 in Budapest gewann er mit 86,63 m die Bronzemedaille.
Seine Bestweite von 92,60 m, geworfen im Jahr 1995, war deutscher Rekord bis zum 5. Mai 2017, als er von Thomas Röhler übertroffen wurde. Hecht ist mit dieser Weite der neunbeste Speerwerfer aller Zeiten (Stand: 8. August 2024). 
Er hatte bei einer Größe von 1,91 m ein Wettkampfgewicht von 105 kg. Er startete für den SC Magdeburg und den TV Wattenscheid 01 Leichtathletik.

## Privates
Hecht erlernte in seiner Jugend den Beruf des Schlossers. Später zog er, nach seiner aktiven Karriere, 2005 mit Ehefrau Tracey und Tochter Tatiana nach Südfrankreich in den Ort Castelnaud-de-Gratecambe. Er arbeitet dort nebenberuflich als Wurftrainer in einer Sportschule in Bordeaux.